# El Golfete
O  Golfo Doce ou Golfo Izabalito ou simplesmente O Golfito é um lago localizado na Guatemala, cuja cota de altitude se encontra nos 8 m acima do nível do mar. Localiza-se no departamento de Izabal.
Este lago receb as águas que Lago Izabel e estende-se desde o Rio Doce que também se encontra no departamento de Izabal até ao Lago de Izabal e a Baía de Amatique. Tem como afluentes o Lago de Izabal, O Rio Frío, o Rio Doce, o Rio Tameja, o Rio Chocón Machacas. E desagua no Mar das Caraíbas.
Dados geográficos e físicos
- Superficie: de 61 km2.
- Temperatura média da água: 32 °C
- Elevação acima do nivel do mar: 8 metros
- Profundidade média 3 metros e máxima de 20 metros.